# Hypnum uii
Hypnum uii là một loài Rêu trong họ Hypnaceae. Loài này được Broth. ex Iisiba mô tả khoa học đầu tiên năm 1932.